# Block Chords Parade
Block Chords Parade est un album de jazz américain enregistré en 1974 à Paris en France par le pianiste Milt Buckner, le contrebassiste Major Holley et le batteur Jo Jones.
L'album tire son nom de la technique de jeu dite en « blocs d'accords » (block chords) utilisée par Milt Buckner dès 1942. Cette technique de jeu, également appelée locked hands style,,,, « se définit comme le fait que les deux mains frappent le clavier simultanément » ou encore comme une « technique de clavier qui consiste à jouer un accord sous chaque note de la mélodie avec les deux mains en parallèle ». « L'un des premiers pianistes de jazz à utiliser les block chords de façon impressionnante fut Milt Buckner ». Milt Buckner aurait inventé cette technique au cours de ses premières années avec le groupe de Lionel Hampton dans les années 1940, en grande partie pour être entendu par-dessus les cuivres. Quantité de pianistes recoururent à sa suite à la technique des block chords, comme Nat King Cole, George Shearing, Barry Harris, Oscar Peterson, Erroll Garner, Bobby Timmons, Bill Evans, Red Garland et André Persiani,,,,,,,,.

## Historique

### Enregistrement
L'album Block Chords Parade est enregistré les 26 et 28 février 1974 au Studio Barclay à Paris en France,,,,.
Il est enregistré par Dominique Samarcq,,, un ingénieur du son français qui a travaillé pour les Studios Barclay de 1965 à 1978.
Les trois musiciens enregistrent, aux mêmes dates, dans le même studio et avec le même ingénieur du son, l'album Caravan de Jo Jones, mais avec Gerry Wiggins au piano pour la plupart des morceaux,.

### Publication
L'album sort en disque vinyle LP en 1974 sous la référence B&B 33.184 sur le label Black and Blue fondé en 1968 par Jean-Marie Monestier et Jean-Pierre Tahmazian pour enregistrer « quelques uns des derniers représentants du jazz classique » qu'ils faisaient venir en France, « les sortant de l'anonymat dans lequel l'oubli les avait plongés. Enthousiasmés par l'accueil du public en concert, les musiciens gravent alors pour Black and Blue des plages qui comptent parmi leurs plus belles »,,,,.
Les photographies du LP sont de Jean-Pierre Tahmazian, cofondateur du label.

### Réédition
L'album est réédité en disque compact le 4 juin 2002 sous la référence BB 953.2, dans la série The Definitive Black & Blue Sessions, proposée par Jean-Michel Proust et Jean-Marc Fritz pour redécouvrir les trésors du label Black and Blue.
Aux morceaux de l'album originel sont ajoutés trois morceaux (If I Could Be With You et des prises alternatives de trois morceaux du LP originel), ce qui porte la durée du disque compact à 54:31,,. 
Le CD est remastérisé par Xavier Brunetière au Studio Cargo à Paris,. Son design graphique est l'oeuvre de Jean-Michel Proust et Jean-Marc Fritz, et les photographies sont de Jean-Pierre Tahmazian,.
La notice du CD est rédigée par Jean-Pierre Forget (1986).

## Accueil critique
Pour Marc Myers, cité par le site All About Jazz, « l'ensemble de l'album est un exemple époustouflant de la force et de la cohérence créative du pianiste. Surtout, votre pied ne s'arrêtera pas de bouger et vos oreilles ne croiront pas ce qu'elles entendent pendant que ses mains courent sur le clavier ».
Dans la notice du CD, Jean-Pierre Forget souligne que « tous les morceaux de ce disque sont pris dans d'excellents tempos favorisant le swing au maximum ». Pour lui, « que ce soit sur ses compositions ou sur les standards, Milton et ses deux compères jouent avec un réel plaisir ». À propos du bassiste, il estime que « Major Holley fait preuve de beaucoup de timing, il aime percuter les notes et les laisser résonner longtemps, pigmentant souvent sa partie de glissandos merveilleusement exécutés ». Enfin, il conclut que « si, dès les premières mesures du disque, nous sommes pris par le dynamisme du trio, il faut souligner que Jo Jones y est pour beaucoup. Sa pulsation souple et régulière engendre un swing considérable et ses breaks de batterie sont des plus imprévisibles ».
Parlant de la technique des « blocs d'accords » (block chords) dans son livre Autobiographie du jazz, Jacques Réda souligne que « l'effet que Buckner en tire est d'un brio et d'un swing bondissant qui l'exempte d'une possible monotonie ».
L'album Block Chords Parade est mentionné dans la section Suggestions d'écoute (Suggested Listening) du Big Book of Jazz Piano Improvisation de Noah Baerman.

## Liste des morceaux
Les morceaux 1 à 8 sont les morceaux du LP originel et les morceaux 9 à 12 sont les morceaux ajoutés sur le CD.
La durée du LP est de 36:49 alors que celle du disque compact est de 54:31,.
| 1.    | Jean-Marie Ampex              | Milt Buckner                     | 4:04 |
| 2.    | Time After Time               | Sammy Cahn / Jule Styne          | 4:26 |
| 3.    | Blues for Dyane               | Milt Buckner                     | 4:22 |
| 4.    | It's a Sin to Tell a Lie      | Billy Mayhew                     | 5:25 |
| 5.    | J-P Morgan                    | Milt Buckner                     | 4:52 |
| 6.    | Johnny May                    | Milt Buckner                     | 3:32 |
| 7.    | Nola                          | Felix Arndt                      | 4:01 |
| 8.    | All of Me                     | Gerald Marks / Seymour Simons    | 5:53 |
| 9.    | If I Could Be With You        | Henry Creamer / James P. Johnson | 4:07 |
| 10.   | Jean-Marie Ampex (take 1)     | Milt Buckner                     | 3:54 |
| 11.   | All of Me (prise alternative) | Gerald Marks / Seymour Simons    | 4:53 |
| 12.   | Time After Time (take 1)      | Sammy Cahn / Jule Styne          | 4:35 |
| 54:31 |                               |                                  |      |

## Musiciens
- Milt Buckner : piano
- Major Holley : contrebasse
- Jo Jones : batterie